# The St. Tammany Miracle
The St. Tammany Miracle é um filme de 1994 dirigido por Joy N. Houck Jr. e Jim McCullough Sr..

## Sinopse
Um time de basquetebol de um colégio católico luta para fazer fama com a ajuda de uma nova treinadora.

## Elenco
- Mark-Paul Gosselaar .... Carl
- Soleil Moon Frye.... Julia
- Jamie Luner.... Lootie
- Jeffrey Meek.... Pe. Thomas Mullberry
- Julie McCullough.... Kimberly